# Giovanni Bonsi (Maler)

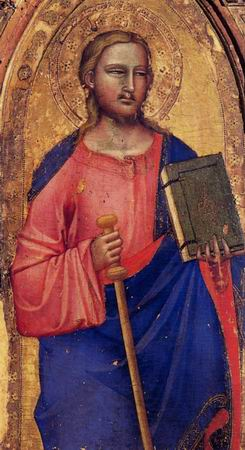
Der Heilige Jakobus, um 1570. Museo dell'opera del Duomo, Prato

Giovanni Bonsi (* vor 1348; † um 1376), auch als Giovanni di Bonsi genannt, war ein italienischer Maler, der nach 1350 in Florenz tätig war. Für den Zeitraum von 1351 und 1371 kann sein Schaffen dort durch Dokumente belegt werden. Diese zeigen auch, dass Bonsi wohl ein angesehener Maler und durch seine Arbeit und Heirat relativ vermögend wurde.
Bonsi ist der Maler eines 1371 (oder 1372) entstandenen mehrteiligen Altarbildes, das die Madonna mit Kind und den Hl. Onofrius, Nikolaus, Bartholomäus und den Evangelisten Johannes darstellt. Das Bild ist von Bonsi signiert, was damals eigentlich noch nicht üblich war. Es befindet sich heute in der Gemäldegalerie des Vatikans in Rom. Um dieses Werk konnten Bonsi durch Stilvergleich noch einige weitere Tafelbilder zugeordnet werden. Auch soll er einige Fresken in der weiteren Gegend um Florenz gemalt haben.
Bonsi ist ein Künstler des Trecento, der Periode der Vorrenaissance in Florenz. Sein Malstil zeigt den Einfluss des bedeutenden florentinischen Malers Orcagna aus der Mitte des 14. Jahrhunderts und weiter auch Einfluss durch die Nachfolger Giottos wie Maso di Banco. Bonsi malt wie viele florentinische Künstler seiner Zeit mit starker, anteilnehmender Ausdruckskraft und scheint in den oft trauernden Gesichtsausdrücken seiner Figuren die Ereignisse der die Stadt um 1345 heimsuchenden Pestepidemie zu verarbeiten.

## Werke (Auswahl)
- Madonna mit Kind und den Hl. Onofrius, Nikolaus, Bartholomäus und dem Evangelisten Johannes (1371, signiert). Pinacoteca, Vatikan (Rom)
- Der Heilige Nicholas von Bari (1355), Museum of Art, San Diego, California (1355)
- Madonna mit Kind (ca. 1360), Art Museum, Denver, Colorado
- Der Heilige Jakobus, Fresko (1570), Museo dell’opera del Duomo in Prato, Italien